# Vanini
Vanini é um município brasileiro do estado do Rio Grande do Sul. A população estimada em 2021 é de 2.130 habitantes.

## História
Os primeiros colonizadores que chegaram à região por volta de 1894 a 1900 com a criação da Colônia Guaporé, eram oriundos de Bento Gonçalves, Veranópolis, Garibaldi e Caxias do Sul, e se estabeleceram na Linha Quarta, 2º Distrito de São Luiz de Guaporé. Por volta de 1906, começou a se delinear a extensão territorial, bem como a definição das capelas. Nesta época, a localidade era chamada de Monte Cuco.
A primeira capela construída foi a de Nossa Senhora de Caravaggio, por volta de 1912, havendo controvérsias sobre a data precisa. Já a segunda, a capela São Brás, deu origem ao povoado que se transformou na sede municipal, construída em 1915, por obra de Antônio Triches, elevada em 1967 a condição de Paróquia na Diocese de Passo Fundo.
A origem do nome do município é ligada ao pioneiro comerciante da localidade, sr. Severino Vanini, oriundo de Caxias do Sul. 
O Distrito foi criado com a denominação de Vanini, pela Lei Municipal nº 303, de 14-03-1967, subordinado ao município de Casca, desmembrado do distrito de São Domingos do Sul.
A primeira tentativa de emancipação foi em 1979, mas não obteve êxito. No segundo esforço, em 1986, reiniciaram-se os trabalhos com a mesma comissão de 1979, o município conquistou a emancipação. A comissão foi formada por: Ênio Tomaz Lusa (Presidente), Zepherino Damo (1º Vice-Presidente), Lauro Antônio Martinelli (2º Vice-Presidente), Nelso Antônio Reginatto (1º Secretário), Vilson Rui Damo (2º Secretário), Telêmaco Pedro Vanini (1º Tesoureiro), Elói Betinelli (2º Tesoureiro). Auxiliares: Anselmo Rodrigues dos Santos, Amantino Inácio Zabot, Neivo Severino Luza, Alberto Vizioli, Jovelino Joaquim Luza, Generoso Luza e Rovílio Reginatto. 
Elevado a categoria de município com a denominação de Vanini, pela Lei nº 8.459, de 08-12-1987, desmembrado dos municípios de Casca e David Canabarro. Constituído pelo distrito-sede.

## Demografia
A população é em sua maior parte descendente de italianos, sendo que essa etnia constitui 95% do povo. Mas ainda há minorias alemãs e polonesas. O número de pessoas residentes na área urbana é praticamente o mesmo do número de pessoas residentes na área rural.

## Geografia
Localiza-se a uma latitude 28º28'42" sul e a uma longitude 51º50'42" oeste, estando a uma altitude de 757 metros. Sua população estimada em 2010 era de 1.984 habitantes. As temperaturas variam, em média de 12 a 24 graus. A densidade demográfica é de aproximadamente 30 hab/km².
Os principais rios são o Rio Carreiro e o Rio São Domingos. A principal e única via de acesso ao município é a RS-129.
A distância até a capital, Porto Alegre, é de aproximadamente 250 km. Localiza-se a 80 km de Passo Fundo, a 23 km de Casca e a 52 km de Marau.